# Lupin Sansei: Lupin vs Fukusei Ningen
Lupin Sansei: Lupin vs Fukusei Ningen (jap. ルパン三世 ルパンVS複製人間, Rupan Sansei: Rupan vs Fukusei Ningen) ist ein Anime-Film aus dem Jahr 1978, der zur Reihe um den Manga Lupin III gehört.

## Handlung
Inspektor Zenigata, der den Meisterdieb Lupin III jagt, erfährt, dass dieser in Transsylvanien erhängt wurde. Um sich von dessen Tod zu überzeugen, reist er ihm nach. Als er ihn in einem Mausoleum gefunden hat, treibt er dem totgeglaubten einen Pflock durchs Herz, doch nach einer Explosion ist Lupin wieder lebendig. Nach seiner Flucht vor Zenigata raubt Lupin zusammen mit seinem besten Freund Jigen einen Edelstein aus einem ägyptischen Königsgrab. Mit der Hilfe des Samurais Goemon Ishikawa XIII. können die zwei erneut vor Inspektor Zenigata fliehen. Währenddessen nimmt Fujiko Mine von einer unbekannten Person namens "Mamo" den Auftrag ab, Lupin den Edelstein abzunehmen.
Nach einem langen Kampf mit der Wüste bricht Lupin sein Versprechen gegenüber Goemon und Jigen, nicht mehr an Fujiko interessiert zu sein, und die Gruppe zerfällt. Fujiko verrät Lupin an Mamo, der ein Klon von Howard Lockwood ist. Bald hat er Lupin überzeugt, dass auch er geklont wurde und der richtige Lupin in Transsylvanien gestorben ist.

## Produktion und Veröffentlichung
Der Film wurde 1978 von Tokyo Movie Shinsha produziert, Regie führten Sōji Yoshikawa. Das Charakterdesign entwarf Yūzō Aoki. Der Film kam am 16. Dezember 1978 in die japanischen Kinos.
Der Anime erschien auf Englisch in Nordamerika, Australien und Großbritannien als The Secret of Mamo bzw. The Mystery of Mamo. Er wurde außerdem ins Französische, Italienische und Portugiesische übersetzt.

## Synchronisation
| Rolle                | japanischer Sprecher (Seiyū) |
| -------------------- | ---------------------------- |
| Fujiko Mine          | Eiko Masuyama                |
| Arsene Lupin III     | Yasuo Yamada                 |
| Inspector Zenigata   | Goro Naya                    |
| Jigen Daisuke        | Kiyoshi Kobayashi            |
| Mamo/Howard Lockwood | Kō Nishimura                 |
| Goemon Ishikawa XIII | Makio Inoue                  |